# Keep the Faith (canção de Tamara Gachechiladze)
Keep the Faith é uma canção da cantora Tamara Gachechiladze. Ela irá representar a Geórgia no Festival Eurovisão da Canção 2017.